# Paul Veroude

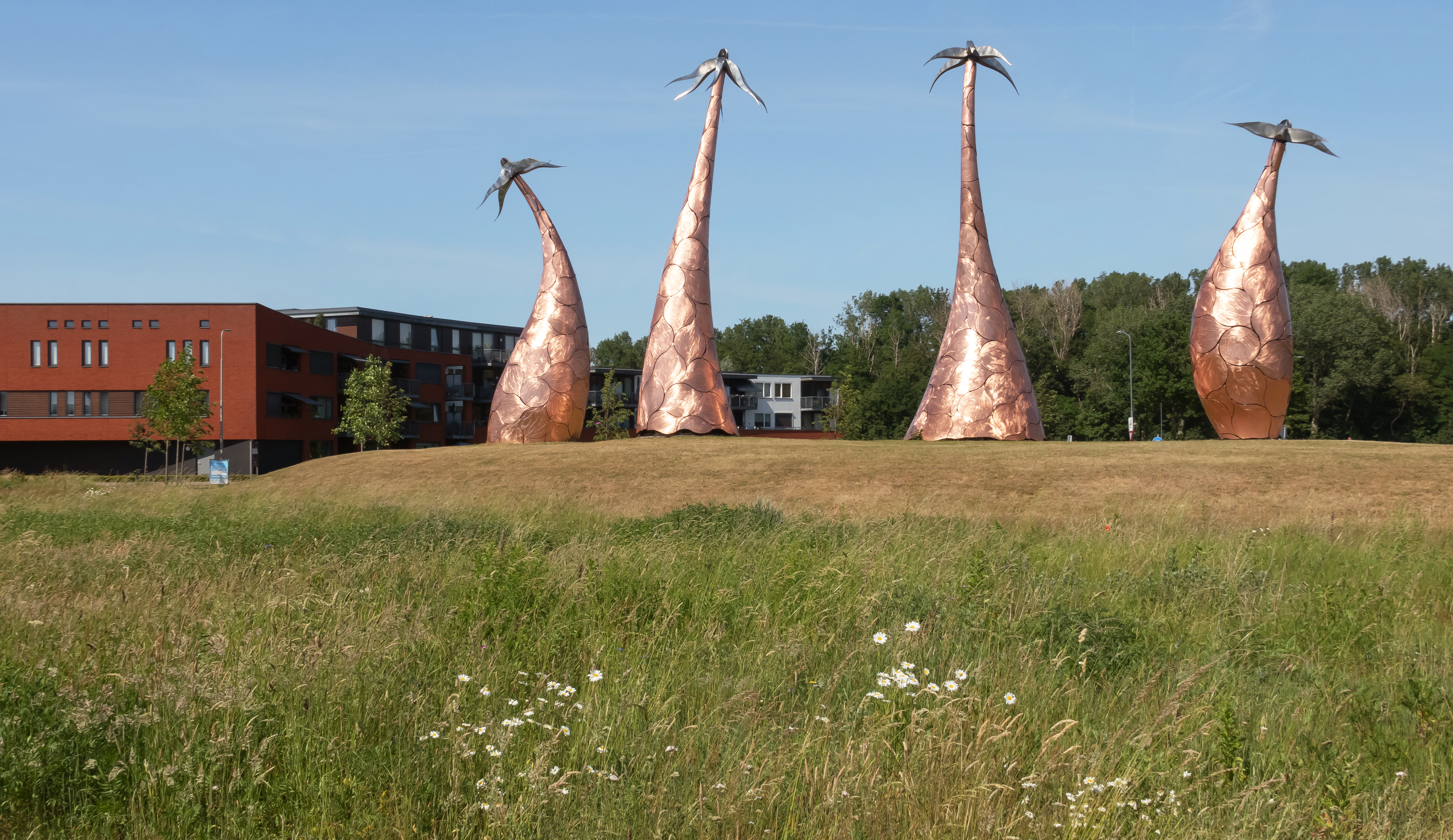
Rijen, de Margrieten van Paul Veroude

Paul Veroude (Hulten, 1970) is een Nederlandse kunstenaar die wereldwijd grote installaties en sculpturen maakt. Hij is vooral bekend geworden door zijn Exploded View-kunstwerken. Zijn kunstwerken zijn onder andere te zien in musea in Londen, Shanghai en Guangzhou.
Paul Veroude ontving zijn opleiding aan de Akademie voor Kunst en Vormgeving St. Joost, waar hij ook tot 2015 docent was. De afgelopen 30 jaar heeft hij meer dan 25 Exploded View-kunstwerken gemaakt. Zijn eerste Exploded View kunstwerk stamt van 1987. Ook heeft hij grote monumentale kunstwerken gemaakt voor de buitenruimte, zijn bekendste is De Margrieten in Rijen.
Paul Veroude werkt in Shanghai en Tilburg.